# Peter and the wolf: A Prokofiev Fantasy
Peter and the Wolf: A Prokofiev Fantasy, noto anche solo come Peter and the Wolf o Pierino e il lupo, è un progetto ideato e diretto dal direttore d'orchestra Claudio Abbado, realizzato in collaborazione con la Chamber Orchestra of Europe. La versione originale è narrata da Sting, mentre nella versione italiana la narrazione è affidata a Roberto Benigni. 
Il progetto include l'incisione in studio dell'opera di Sergej Prokof'ev, distribuita in CD e digitalmente, e uno speciale televisivo che combina la narrazione musicale con una messa in scena teatrale, con attori in carne e ossa e marionette. Il programma è stato trasmesso come speciale natalizio in vari paesi e pubblicato in formato VHS e DVD.

## Origine del progetto
Nei primi anni '90 Claudio Abbado desiderava realizzare una propria interpretazione di Pierino e il lupo di Sergej Prokof'ev, inizialmente solo in versione studio. In seguito, maturò l'idea di produrre anche una rappresentazione visiva, con l'intento di avvicinare un pubblico giovane al mondo dell'orchestra e degli strumenti musicali, proprio come era accaduto nel 1935, quando Prokof'ev scrisse l'opera su suggerimento di Natalija Sac, direttrice del Teatro Centrale per l'Infanzia di Mosca, che aveva commissionato l'opera per i bambini.
Abbado pensò a una rappresentazione teatrale in cui l'orchestra si alternasse con scene con attori e marionette realizzate dalla Spitting Swanns Company, caratterizzate da un design unico, a tratti satirico (compaiono infatti caricature della Regina Elisabetta II, del Principe Filippo e dello stesso Abbado) e spesso grottesco (occhi molto espressivi e caratteri accentuati). Tuttavia, questa scelta si rivelò troppo costosa per una messa in scena di meno di venti minuti. Come soluzione, si decise di aggiungere due ulteriori opere di Prokof'ev: Ouverture su temi ebraici, scritta durante il suo soggiorno negli Stati Uniti nel 1919, e la Sinfonia Classica, del 1917, composta durante la Rivoluzione di febbraio.
In questo modo, l'intera rappresentazione dura 52 minuti. Oltre alla versione originale in inglese, è stata adattata anche in italiano, la lingua madre di Claudio Abbado.

## Sinossi
In un'anonima stanza tappezzata di locandine dei suoi spettacoli, di fronte a un tavolo pieno di riferimenti alle sue opere musicali (come le tre arance in omaggio all’omonima opera), il compositore russo Sergej Prokof'ev (interpretato da Roy Hudd) siede di fronte a una scacchiera meditando sulla prima mossa da compiere, quando fuori dalla finestra si sente suonare la Marcia in Si bemolle maggiore.
Subito dopo, il compositore si dirige in un teatro dove stanno per mettere in scena Pierino e il lupo, esigendo di prendere parte allo spettacolo, ma il bigliettaio (interpretato da una marionetta) si rifiuta, al meno finché non si lascia distrarre da un'altra marionetta dalle fattezze di Marylin Monroe. Mentre gli attori e i musicisti si preparano a entrare in scena, Prokof'ev corrompe l'interprete del nonno per prendere il suo posto e con l’assistenza del giovane attore che interpreterà Pierino (interpretato da Henry Feagins), tutto il teatro – fatta eccezione per le maschere e per gli assistenti di produzione – diventano marionette, incluso Claudio Abbado stesso che dirige l’orchestra e Sting (o Roberto Benigni nella versione italiana) che narra la storia.
Una bella mattina, Pierino esce di casa, apre il cancello e si sdraia in un grande prato verde a leggere un libro. Sopra un grande albero vi è appollaiato un uccellino, suo amico, che si mette a cinguettare: "Qua tutto è tranquillo! Qua tutto è tranquilllo!". A unirsi alla compagnia, ecco arrivare un'anatra, tutta contenta di poter uscire anche lei per fare un tuffo nello stagno in mezzo al prato, non senza bisticciare con l’uccellino. "Ma che razza di uccello sei se non sai volare?" fa quest’ultimo. "Ma che razza di uccello sei tu se non sai nuotare?" ribatte lei. Durante questo battibecco, Pierino si mette in ascolto: si accorge infatti che si sta avvicinando un gatto, intenzionato a mangiarsi l’uccellino. Il tentativo viene sventato in tempo dal ragazzo e l’uccellino si mette in salvo in cima all’albero.
Sembra tutto tranquillo finché il nonno non raggiunge Pierino e lo rimprovera: "Il prato è un posto pericoloso. Se venisse fuori un lupo, che cosa faresti?". Il bambino non da peso alle parole del nonno, visto che i ragazzi come lui non hanno paura dei lupi. Ma nonostante questo, viene comunque ricondotto in casa. E non passa un minuto da quando viene richiusa la porta quando ecco uscire un grosso lupo grigio fuori dal bosco.
Il gatto si rifugia veloce sull’albero, mentre l’anatra si lascia prendere dal panico e salta stupidamente fuori dallo stagno, finendo dritta nella pancia del lupo. Non ancora soddisfatto del suo pasto, la bestia si mette a girare intorno all’albero, osservando avidamente l’uccellino e il gatto che stanno in cima. Nel frattempo Pierino, accortosi di quello che sta succedendo fuori dal cancello, senza provare alcuna paura, si arma di una robusta corda e sale sul muro che cinge la casa; uno dei rami intorno ai quali gira il lupo si stende infatti fino al muro e questo permette a Pierino di raggiungere i due amici. Bisbigliando, chiede all’uccellino di svolazzare intorno al lupo per distrarlo: mentre la bestia tenta di azzannare il volatile, Pierino prepara un nodo scorsoio, la fa scendere fino a infilarci dentro la cosa del lupo per poi tirare con tutte le sue forze. Così il bambino riesce nell’impresa di catturarlo.
In quel momento, sul limitar del bosco, giungono tre cacciatori (tra attori con le maschere dei Fratelli Marx) mettendosi a sparare all’impazzata. Pierino prontamente li ferma, assicurando che non c’è più bisogno di sparare e chiede il loro aiuto per portare il lupo al giardino zoologico.
E così avviene: con Pierino in testa, un corteo festante porta il lupo in gabbia per celebrare l’impresa del bambino coraggioso, con anche il nonno che chiudeva il corteo brontolando: "E se Pierino non avesse catturato il lupo, come sarebbe finita questa storia?". Addirittura, l’anatra partecipa ai festeggiamenti, giacché il lupo l’aveva inghiottita viva e si è così fatta una vita lussuosa nella pancia della bestia.
Lo special poi continua con Pierino e il nonno che tornano a casa, in una notte d’inverno con la neve. Una banda di sei suonatori di strada si mette a intonare Ouverture su temi ebraici, che suscita nel nonno dei profondi sentimenti di nostalgia per la sua infanzia e dei suoi colleghi russi quando egli aveva dovuto lasciare il suo paese a causa della Rivoluzione di febbraio. Per rincuorarlo, Pierino lo invita ad uscire a pattinare sullo stagno ghiacciato accompagnato dai musicisti e dagli animali del bosco, compreso il lupo che ha smesso di essere una minaccia.
In seguito, Pierino viene catapultato in un ambiente borghese sulle note della Sinfonia classica, probabilmente una proiezione dei tempi d'oro del compositore russo quando era celebrato alla corte dello zar. E come gran finale, tutti i musicisti e gli interpreti, sia umani che marionette, di tutto lo special sfilano per inchinarsi alla camera per ringraziare il pubblico per poi lasciare che le maschere smontino il set con i titoli di testa, sulle note della Marcia op. 99 di Prokof'ev.

## Versione italiana
Oltre alla versione originale narrata da Sting, esiste una versione in italiano narrata da Roberto Benigni, per il quale è stata realizzata una marionetta con le sue fattezze risalente ai tempi di una prima registrazione: la versione, infatti, presenta delle clip di un concerto tenuto a Ferrara il 10 novembre 1990, sempre con Claudio Abbado come direttore d’orchestra (evento che si sarebbe ripetuto nel 2008 a Bologna).
In questa versione, si distingue per la mancanza degli ultimi due segmenti del progetto, la vena umoristica di Benigni e le sue improvvisate in cui, al posto delle scene finali dell’originale, il comico toscano propone un finale alternativo – non rappresentato con le marionette – in cui i cacciatori aprono la pancia del lupo per mangiarsi l’anatra, il gatto riesce a mangiarsi l’uccellino e il nonno viene legato e trascinato al giardino zoologico perché non smetteva di lamentarsi.
Tale versione è stata distribuita unicamente in VHS ed è attualmente disponibile in formato DVD assieme alla versione originale.